# Ивуарийско-израильские отношения
Израильско-ивуарийские отношения — двусторонние международные дипломатические, экономические, культурные и другие отношения между Кот-д’Ивуаром и Израилем.
В настоящее время послом Кот-д’Ивуара в Израиле является Жан-Баптист Гоми.

## История
С 1960 года первый президент независимого Кот-д’Ивуара Феликс Уфуэ-Буаньи открыто восхищался Израилем, его технологическим и экономическим развитием. Поэтому, в 1962 году обе страны подписали соглашение о сотрудничестве и установили дипломатические отношения, а затем и обменялись послами. В 1973 году после Войны Судного дня под давлением арабских стран, Кот-д’Ивуар разорвал отношения с Израилем, однако страны продолжили сотрудничество в разных областях негласно. В 1986 году отношения были восстановлены по инициативе Кот-д’Ивуара, так как страна была заинтересована в помощи Израиля. Более того, посольство было открыто в Иерусалиме вопреки резолюции Совбеза ООН от 1980 года, однако позже перенесено в Тель-Авив.
В июне 2012 года президент Кот-д’Ивуара Алассан Уаттара посетил Израиль с официальным визитом. Это первый за последние 50 лет визит ивуарийского лидера в еврейское государство после того, как Израиль посетил первый президент страны Феликс Уфуэ-Буаньи в 1962 году. Уаттара встретился с главой израильского правительства Биньямином Нетаньягу, главой министерства обороны Эхудом Бараком, а также с президентом Шимоном Пересом. Обсуждались вопросы помощи Израиля африканскому государству, вопросы ивуарийских нелегальных иммигрантов в Израиле и укрепление связей между двумя странами.
В июле 2015 года президент национальной ассамблеи Кот-д’Ивуара Guillaume Kigbafori Soro посетил Израиль. Африканская делегация укрепляла двусторонние связи, а также договаривалась о помощи в борьбе с терроризмом, который на её территории до последнего времени был достаточно редким явлением.
В мае 2016 года Израиль посетил министр иностранных дел Кот-д’Ивуара Abdallah Albert Toikeusse Mabri. Он встретился с президентом Реувеном Ривлиным и обсудил вопросы борьбы с терроризмом, а также голосование по вопросу предоставления Израилю статуса государства-наблюдателя в Африканском союзе. Министр Мабри также встретился с главной правительства Нетаньягу.
В июле 2023 года глава израильского МИД Эли Коэн посетил Кот-д’Ивуар во главе делегации, в которую вошли представители различных израильских компаний в области кибербезопасности, сельского хозяйства и энергетики. В рамках визита Коэн провел встречи с вице-президентом страны, премьер-министром и министром иностранных дел. В ходе визита между странами было подписано рамочное соглашение в области сельского хозяйства, водных ресурсов и технологий.